# George Savile (1er marquis d'Halifax)
Pour les articles homonymes, voir George Savile.
George Savile, 1er marquis d'Halifax, (né le 11 novembre 1633, à Thornhill, dans le Yorkshire de l'Ouest et mort le 5 avril 1695  à Londres) est un homme d'État et un écrivain britannique du XVIIe siècle.

## Biographie
George Savile jouit longtemps de la faveur de Charles II d'Angleterre et de Jacques II d'Angleterre, fut créé par le premier de ces princes pair, vicomte, et enfin marquis d'Halifax (ville du comté du Yorkshire de l'Ouest) ; fut successivement membre du conseil privé (1672), garde des sceaux (1682), et devint président du conseil à l'avènement de Jacques II (1685), dont il avait soutenu les droits à la couronne. Ayant été disgracié en 1686, il se rangea parmi les ennemis du roi, et lors du débarquement du prince d'Orange, Guillaume III, il fut un des premiers à offrir la couronne à ce prince (1689). Guillaume lui conféra le titre de secrétaire du sceau privé; mais Halifax ne tarda pas à se faire disgracier de nouveau, et depuis il ne cessa de s'opposer aux mesures du gouvernement.
Il est le père de William Savile (2e marquis d'Halifax).

## Œuvres
George Savile a laissé quelques écrits:
- Caractère d'un Trimmer (c.-à-d. nageur entre deux eaux) ;
- Caractère de Charles II ;
- Maximes d'État ;
- Avis d'un père à sa fille. Ses opuscules ont été réunis en 1704.